# Konkurs Piosenki Turkwizji
Konkurs Piosenki Turkwizji (ang. Türkvizyon Song Contest, tur. Türkvizyon Dünyası Şarki Yarışması) – organizowana od 2013 roku coroczna impreza muzyczna, inspirowana Konkursem Piosenki Eurowizji. Biorą w nim udział przedstawiciele krajów bądź regionów, na terenie których zamieszkują ludy tureckie lub używane są języki tureckie. W konkursie uczestniczą też przedstawiciele grup etnicznych używających języka tureckiego. Organizacją konkursu zajmuje się turecki nadawca publiczny – Türkiye Radyo Televizyon Kurumu. Dyrektorem generalnym konkursu jest Ismet Zaatov.

## Początki
We wrześniu 2012 roku Turcja zdecydowała, iż nie weźmie udziału w 58. Konkursie Piosenki Eurowizji ze względu na niezadowolenie z aktualnych zasad tego konkursu. Krytykowano między innymi 50% udział głosów jury w rezultacie końcowym oraz przywileje tak zwanej „wielkiej piątki” konkursu. Z tego powodu turecki nadawca publiczny, Türkiye Radyo Televizyon Kurumu, postanowił stworzyć własny konkurs muzyczny, którego celem jest zjednoczenie wszystkich narodów tureckich rozsianych po Europie i Azji. Zasady i regulamin imprezy wzorowane były jednak w głównej mierze na zasadach Konkursu Piosenki Eurowizji. 22 września 2013 roku odbyła się specjalna konferencja prasowa, podczas której krajowy nadawca publiczny ogłosił swoje plany w związku z imprezą. W konferencji wzięli udział między innymi zwycięzcy 56. Konkursu Piosenki Eurowizji, duet Eldar Qasımov i Nigar Camal, a także ówczesny turecki minister edukacji Nabi Avcı.

## Format
Format przewiduje udział wszystkich uczestników w półfinale, podczas którego widzowie zdecydują w głosowaniu SMS-owym, których dwunastu reprezentantów dostanie się do finału. Następnie wszystkie regiony głosują na swoich faworytów i wybierają zwycięzcę konkursu. W odróżnieniu do Konkursu Piosenki Eurowizji nie ma zasady, iż zwycięski region musi być jednocześnie przyszłorocznym organizatorem konkursu. Postanowiono, iż gospodarzem konkursu będzie miasto, które w danym roku nosi tytuł „stolicy kultury świata tureckiego”.
Podczas 1. Konkursu Piosenki Turkwizji, ze względu na problemy techniczne zrezygnowano z teległosowania i ogłoszono laureata wyłącznie na podstawie głosów jury.

## Zasady
Każdy region może wydelegować jednego reprezentanta. Utwory konkursowe muszą być wykonywane w języku tureckim lub języku należącym do grupy języków tureckich, zaś ich tytuły nie mogą odnosić się do stylu arabskiego bądź fantasy. Piosenka konkursowa musi ponadto trwać minimum trzy, maksymalnie cztery minuty.

## Państwa, regiony i grupy etniczne uczestniczące w Konkursie Piosenki Turkwizji
Regiony uczestniczące w konkursie.
     Regiony, które wycofały się z uczestnictwa.

Uczestnictwo do 2013 roku:
Regiony uczestniczące w konkursie.
Regiony, które wycofały się z uczestnictwa.

W 1. Konkursie Piosenki Turkwizji, który odbył się w dniach 19 (półfinał) oraz 21 (finał) grudnia 2013 roku wzięły udział 24 regiony. Początkowo swój udział zadeklarowały również Rosja, Czuwaszja, Turkmenistan oraz Sinciang, jednakże regiony ostatecznie wycofały się i nie uczestniczyły w imprezie.
| Rok  | Regiony debiutujące |
| ---- | --- |
| 2013 | Ałtaj, Azerbejdżan, Baszkortostan, Białoruś, Bośnia i Hercegowina, Chakasja, Cypr Północny, Gagauzja, Gruzja, Irak, Jakucja, Kazachstan, Kabardo-Bałkaria, obwód kemerowski, Kosowo, Kirgistan, Republika Krymu, Macedonia, Rumunia, Tatarstan, Turcja, Tuwa, Ukraina, Uzbekistan |
| 2014 | Albania, Bułgaria, Iran, Niemcy, obwód moskiewski, Turkmenistan |
| 2015 | Sandżak, Syria |
| 2020 | Kazachscy Ujgurzy, Mołdawia, Nogaj, Polska, obwód tiumeński, Turkmeni iraccy |

## Polska w Konkursie Piosenki Turkwizji
Pierwotnie o debiucie Polski mówiło się już przed Konkursem Piosenki Turkwizji 2016, gdy ten kraj miała reprezentować pochodząca z Białorusi, ale mająca polskie korzenie, znana fanom Konkursu Piosenki Eurowizji wokalistka, kryjąca się pod pseudonimem Napoli, pod którym to występuje Olga Szymańska z utworem „Masal gibi bu dunya”. Utwór ten stanowi turecką wersję jej utworu „My Universe”, znanego z białoruskich i polskich preselekcji do Konkursu Piosenki Eurowizji 2016.
Konkurs Piosenki Turkwizji 2016 został odwołany, ale sama wokalistka pojawiła się z nowym utworem „Hadi Gel” w barwach obwodu moskiewskiego, zdobywając 9 miejsce z liczbą 186 punktów oraz zdobywając nagrodę głosującej przez internet publiczności konkursu (z liczbą ponad 30 tysięcy głosów), za cover utworu „Sari Gelin” wykonywanego przez każdego z uczestników. We wspomnianym  2020 roku doszło też do finalnego debiutu Polski z Olgą „Mishelle” Nackowicz w roli jej pierwszej reprezentantki.
| Edycja                        | Data            | Miasto  | Artysta                   | Piosenka                                | Punkty | Pochodzenie reprezentanta | Źródło |
| ----------------------------- | --------------- | ------- | ------------------------- | --------------------------------------- | ------ | ------------------------- | ------ |
| 4. Konkurs Piosenki Turkwizji | 20 grudnia 2020 | Stambuł | Olga „Mishelle” Nackowicz | Doğma yerlər” (pol. „Ojczyste miejsca”) | 172    | Białoruś / Polska         | [ 12 ] |

## Zwycięzcy Konkursu Piosenki Turkwizji
| Edycja                        | Data                  | Miasto    | Artysta           | Piosenka      | Punkty | Zwycięski region | Źródło |
| ----------------------------- | --------------------- | --------- | ----------------- | ------------- | ------ | ---------------- | ------ |
| 1. Konkurs Piosenki Turkwizji | 19, 21 grudnia 2013   | Eskişehir | Farid Hasanov     | „Yaşa”        | 210    | Azerbejdżan      | [ 6 ]  |
| 2. Konkurs Piosenki Turkwizji | 19, 21 listopada 2014 | Kazań     | Żanar Dugałowa    | „Izin korem”  | 225    | Kazachstan       | [ 13 ] |
| 3. Konkurs Piosenki Turkwizji | 19 grudnia 2015       | Stambuł   | Żijdesz Idirisowa | „Kom bilet”   | 194    | Kirgistan        | [ 14 ] |
| 4. Konkurs Piosenki Turkwizji | 20 grudnia 2020       | Stambuł   | Natalie Papazoglu | „Tikenli yol” | 226    | Ukraina          | [ 12 ] |

## Prezenterzy Konkursu Piosenki Turkwizji
| Rok  | Prowadzący                                  | Źródło |
| ---- | ------------------------------------------- | ------ |
| 2013 | Ece Vahapoğlu, Vatan Şaşmaz, Engin Hepileri | [ 15 ] |

## Symbol konkursu oraz nagrody
Symbolem Konkursu Piosenki Turkwizji stał się feniks, który reprezentuje unię serc. Zwycięzca Konkursu Piosenki Turkwizji otrzymuje 20 tysięcy euro oraz ważącą 150 gramów statuetkę złotego feniksa, zaś laureaci drugiego, trzeciego oraz czwartego miejsca po 10 tysięcy euro oraz srebrną (dla drugiego miejsca) i brązową (dla trzeciego miejsca) statuetkę. Zdobywca pierwszego miejsca otrzymuje ponadto możliwość nagrania profesjonalnego teledysku, wydania albumu oraz odbycia trasy koncertowej na terenie regionów uczestniczących w imprezie.